# 奥尔特瑙县
奥尔特瑙县（德語：Ortenaukreis；得名于奥尔特瑙地区）是德国巴登-符腾堡州面积最大的一个县，隶属于弗赖堡行政区，首府奥芬堡。

## 地理
奥尔特瑙县北面与拉施塔特县（卡尔斯鲁厄行政区），东面与弗罗伊登施塔特县（卡尔斯鲁厄行政区）和罗特韦尔县，东南面与黑林山-巴尔县，南面与埃门丁根县，西面与法国下莱茵省相邻。奥尔特瑙县西面的莱茵河构成德国和法国的天然国界。